# Maud Adams
Maud Solveig Christine Wikström, bardziej znana jako Maud Adams (ur. 12 lutego 1945 w Luleå) – szwedzka aktorka i modelka, znana głównie z dwukrotnej roli dziewczyny Jamesa Bonda w filmach - Człowiek ze złotym pistoletem (1974) i Ośmiorniczka (1983). Wystąpiła również cameo w filmie Zabójczy widok (1985) z tej samej serii.

## Życiorys

### Wczesne lata
Urodziła się jako córka Thryri z Państwowej Inspekcji Podatkowej i kontrolera Gustava Wikströma. Mając 18 lat została wybrana Miss Szwecji i w 1963 przyciągnęła uwagę organizatora konkursu oraz magazynu mody „Allers”.

### Kariera
Przeprowadziła się do Paryża, a później do Nowego Jorku, gdzie stała się jedną z bardziej rozchwytywanych modelek tamtej ery, po podpisaniu kontraktu z prestiżową agencją Ford Models. Po ślubie z sędzią Royem Adamsem i przyjęciu amerykańskiego nazwiska Adams, uczyła się aktorstwa pod kierunkiem znanej trenerki Stelli Adler. Zadebiutowała na ekranie jako fotomodelka w dramacie Williama Friedkina Chórzyści (The Boys in the Band, 1970) z udziałem Leonarda Freya i Roberta La Tourneauxa.

## Filmografia

### Filmy
- 1970: Chórzyści (The Boys in the Band) jako fotomodelka
- 1971: The Christian Licorice Store jako Cynthia
- 1972: Mahoney’s Estate jako Miriam
- 1973: U-Turn jako Paula/Tracy
- 1974: Człowiek ze złotym pistoletem (The Man with the Golden Gun) jako Andrea Anders
- 1975: Rollerball jako Ella
- 1976: Zabójcza siła (Killer Force) jako Clare
- 1976: Genova a mano armata jako Marta Mayer
- 1979: Laura jako Sarah
- 1980: Playing for Time jako Mala
- 1980: Wieża zakładników (The Hostage Tower) jako Sabrina Carver
- 1981: Tatuaż (Tattoo) jako Maddy
- 1982: Hit Man jako Carmen
- 1983: Ośmiorniczka (Octopussy) jako Ośmiorniczka
- 1984: Z dala od Nairobi (Nairobi Affair, TV) jako Anne Malone
- 1985: Zabójczy widok (A View to a Kill) jako kobieta w tramwaju
- 1986: Hell Hunters jako Amanda
- 1987: Klub kobiet (The Women’s Club) jako Angie
- 1987: Poszukiwacze Zaginionego Miasta (Jane and the Lost City) jako Lola Pagola
- 1988: Anioł 3 (Angel III: The Final Chapter) jako Sineperver
- 1988: Tajemnicza śmierć Niny Chereau (The Mysterious Death of Nina Chereau) jako Ariel Dubois
- 1988: Mordercze zamiary (Deadly Intent) jako Elise Marlowe
- 1989: The Kill Reflex jako Crystal Tarver
- 1989: Pasión de hombre jako Susana
- 1989: The Favorite jako Sineperver
- 1990: Cicha noc, śmierci noc 4 (Silent Night, Deadly Night 4: Initiation) jako Fima
- 1996: Życiowa ruletka (Ringer) jako Leslie Polokoff
- 2008: The Seekers jako Ella Swanson

### Seriale TV
- 1971: Love, American Style
- 1975: Gäst hos Hagge
- 1977: Kojak jako Elenor Martinson
- 1977: Hawaii Five-O jako Maria Noble
- 1978: Big Bob Johnson and His Fantastic Speed Circus jako Lee Sanchez
- 1978: Starsky i Hutch jako Kate Larrabee
- 1980: The Hostage Tower jako Sabrina Carver
- 1982: Chicago Story jako dr Judith Bergstrom
- 1983–1984: Szmaragdowy punkt N.A.S. (Emerald Point N.A.S.) jako Maggie Farrell
- 1986: Hotel jako Kay Radcliff
- 1989: Mission: Impossible jako Catherine Balzac
- 1993: A Perry Mason Mystery: The Case of the Wicked Wives jako Shelly Talbot Morrison
- 1995: Radioskugga jako siostra Katarina
- 1996: Strażnik Teksasu (Walker, Texas Ranger) jako Simone Deschamps
- 1998: Vita lögner jako Ellinor Malm
- 2000: Różowe lata siedemdziesiąte (That '70s Show) jako Holly